# Tadeusz Kijonka
Tadeusz Bolesław Kijonka (n. 10 noiembrie 1936, Radlin, Voievodatul Silezia, Polonia – d. 30 iunie 2017, Katowice, Polonia) a fost un poet, reporter, critic, activist cultural polonez. A absolvit studiile la Universitatea Jagiellonă din Cracovia.
Tadeusz Kijonka a publicat următoarele volume de poezie:
- Witraże (1959) – debut;
- Rzeźba w czarnym drzewie (Katowice 1967);
- Kamień i dzwony (1975);
- Pod Akropolem (1979);
- Śnieg za śniegiem (1981);
- Poezja wybrane (1982);
- Echa: wiersze (Katowice 1992);
- Siostry (1992);
- Labirynty. Pięć poematów polskich (Katowice 1993);
- Z mojego brzegu. Liryki i monologi miłosne (wybór) (Katowice 1995);
- Czas, miejsca i słowa. Wybór wierszy (Katowice 2013);
- 44 sonety brynowskie z obrazami Jerzego Dudy-Gracza (Katowice 2014).